# Paullinia micrantha
Paullinia micrantha är en kinesträdsväxtart som beskrevs av Jacques Cambessèdes. Paullinia micrantha ingår i släktet Paullinia och familjen kinesträdsväxter. Inga underarter finns listade i Catalogue of Life.